# Aymara (språk)
Aymara är en sydamerikansk språkfamilj bestående av tre olika språk, där varianten centralaymara talas av uppåt 24 procent av Bolivias befolkning. De som talar det brukar också kallas aymara. Aymaraspråken talas även i Chile och Peru. Numera förekommer skolundervisning i aymara. Tidigare var inte aymara ett litteraturspråk, vilket bland annat visas av att Bibeln inte översattes till något aymaraspråk förrän 1987.

## Språkträd
Aymara saknar känt släktskap med något annat språk.
| ”                                    | Aruskipasipxañanakasakipunirakïspawa (vi är människor, således måste vi tala med varandra) | „ |
| – Aymaraspråkets påstått längsta ord |                                                                                            |   |